# Петър Дарковски
Петър Дарковски е съвременен български художник.

## Биография и творчество
Роден е на 12 ноември 1969 г. в с. Раковица, община Макреш, Кулско.
Започва да рисува на 6-годишна възраст, а професионално се занимава с живопис от 1998 година. Картините му се отличават с оригинален рисунък и техника, специфични за него. Основни теми, застъпени в картините му, са архитектурата на старите български къщи и църкви, абстрактни символи и силуети, самодиви или портрети в близък план, които имат особено характерен стил, типичен за художника.
Член е на Съюза на българките художници и на Дружеството на пловдивските художници. Собствениците на картините му са галерии в страната и в чужбина – Сърбия, Германия, САЩ, Дубай, Йерусалим.
Живее и твори в гр. Видин.

## Самостоятелни изложби
- 1999 – Русе
- 1999 – Видин
- 2000 – Видин
- 2001 – София, Галерия „Стълбата“
- 2003 – Видин
- 2008 – София, Галерия „Арт-Муза“
- 2009 – Видин, Галерия „Никола Петров“
- 2009 – София, Галерия „Арт-Муза“
- 2009 – Видин, Галерия „Гема“
- 2012 – Видин, Галерия „Никола Петров“
- 2012 – Пловдив, Галерия „Пловдив“
- 2013 – Карлово, „Арт център Орхидея“

## Колективни участия
- 1998 – Трета национална изложба „Пейзаж Видин“
- 2005 – София, „Шипка“ 6
- 2007 – Четвърта национална изложба „Видин Природа 2007“
- 2007 – Международно биенале „Изкуството на миниатюрата“, Русе
- 2008 – Регионална изложба „Северозападни багри“, Видин
- 2009 – Регионална изложба „Северозападни багри“, Враца
- 2010 – Пето национално биенале на малките форми, Плевен
- 2011 – Изложба „Изкуството в тесни граници“, „Арт-Муза“, София
- 2011 – „Пролетен салон“, Плевен
- 2011 – 20-а международна работилница, Смедеревска паланка, Сърбия
- 2011 – Четвърти международен пленер, Пожаравец, Сърбия
- 2011 – Втори пленер „България през вековете“, Брацигово
- 2011 – Пета национална изложба „Пейзаж Видин 2011“
- 2011 – Изложба „Будител“, Пловдив
- 2011-2012 – Годишна изложба на ДПХ
- 2012 – "Kартина от мнозина" (колективна изложба живопис, предложени от „Орхидея“ арт център, Пловдив)
- 2012 – изложба „100 години Дружество на южнобългарските художници“, посветена на 100-годишнината от създаване на ДПХ
- 2012 – exhibition посветена 65 години изкуство група Плевен, „Илия Бешков Галерия“, Плевен
- 2012 – „Послания 2012“ за наградата на св. Пимен Зограф, Плевен
- 2012-2013 – Годишна изложба на ДПХ
- 2013 – Пролетна изложба „Цветове“ на ДПХ
- 2013 – Пролетна изложба на СБХ, Плевен
- 2013 – Изложба „Девет съвременни художници от Видин“, Народно събрание на Република България
- 2013 – Национален пленер „Пристан“, Поморие
- 2013 – „Послания 2012“ за наградата на св. Пимен Зограф, Плевен
- 2013-2014 – Годишна изложба на ДПХ
- 2014 – Национален пленер „Парапленер“, Поморие
- 2014 – Шеста национална художествена изложба „Пейзаж“, Видин
- 2014 – Седмо национално биенале на малките форми в изобразителното изкуство, Плевен
- 2014 – „Послания 2014“ за наградата на св. Пимен Зограф, Плевен